# 肖馬特 (蒙大拿州)
肖馬特（英語：Shawmut）是位於美國蒙大拿州惠特蘭縣的普查規定居民點。

## 歷史
肖馬特的郵局自1885年營運至今。

## 人口
根據2020年美國人口普查的數據，肖馬特的面積為5.56平方千米，皆為陸地。當地共有人口42人，而人口密度為每平方千米7.55人。